# 羅勃·圖奇
羅勃·圖奇（義大利語：Roberto Tucci；1921年4月19日—2015年4月14日）是天主教意大利籍司鐸級樞機和耶穌會會士。也是原梵蒂岡電台台長。

## 生平
羅勃·圖奇於1921年4月19日在意大利南部坎帕尼亞大區拿玻里省的首府拿玻里出生，1950年8月24日在耶穌會晉鐸。他在那不勒斯大學獲得哲學博士學位。他隨後在魯汶天主教大學獲得了神學學位，並在羅馬的宗座額我略大學獲得了神學博士學位。
在1950年8月24日，他在那不勒斯的神學院任教。他後來創立了雜誌。他後來擔任第二次梵蒂岡大公會議籌備委員會的成員。於1965年至1989年間擔任宗座大眾傳播理事會顧問。
1967年至1969年間擔任耶穌會意大利區會秘書長。他還在梵蒂岡廣播電台工作，直到1985年擔任其台長。他於1977年至1983年間擔任華盛頓乔治城大学董事會成員。法國於1976年授予圖奇法國榮譽軍團勳章，並被聖母大學授予法學榮譽學位。
2001年2月21日，被時任教宗若望·保祿二世冊封為執事級樞機，領羅馬戰神廣場的聖依納爵羅耀拉執事區執事銜。10年後，他成為司鐸級樞機，領羅馬戰神廣場的聖依納爵羅耀拉堂區司鐸銜（僅此一次）。
他於2015年4月14日在意大利羅馬去世，享年93歲。

## 牧徽

羅勃·圖奇樞機牧徽